# Інтернет-премія
Інтернет-премія (англ. web award, дос. «вебнагорода») — тип нагород, лауреатів якої нагороджують онлайн, рідше офлайн (у фізичній присутності лауреата).

## Типи
Інтернет-премії поділяються на кілька типів в залежності від кількох факторів.

#### За вимогами
- зроблено важливий внесок у роботу мережі Інтернет або сфері пов'язаній з роботою Інтернету;
- зроблено важливий внесок у сфері не пов'язані з Інтернет, але пов'язаній з тематикою премії.

#### За організаторами
- онлайн-медіа (новинні вебсайти, таблоїди);
- вебплатформи (вебхостнги);
- спеціалізовані організації пов'язані з діяльністю мережі Інтернет;
- блогери;
- власники персональних сайтів;
- інші організації.

#### За способом нагородження
- онлайн (за віртуальної присутності лаурета, або лише сповіщенням лаурета через публікацію в Інтернет чи електронною поштою);
- офлайн (за фізичної присутності лаурета, або без участі лаурета, зі сповіщенням про ім'я лаурета через публікацію в Інтернет).

## Список інтернет-премій

### Вікіпедія
- en:Wikipedia:Barnstars (організатор: Англійська Вікіпедія).
- Вікіпедія:Згущівка (організатор: Українська Вікіпедія), аналог інтернет-премії Wikipedia:Barnstars.

### За країною

#### Міжнародні
- IEEE Інтернет-премія.
- Кнопки YouTube.
- Меморіальна премія імені Джеймса Джессімана[1] (організатор: LDraw.org).

#### Україна
- Паляниця Awards[2][3] (організатор: Телебачення Торонто).

## Дивіться також
- Список інтернет-премій[en]
- Список премій в інформатиці[en]
- Списоку премій в науці та технологіях[en]
- Wikipedia:Премії[en]
- Вікіпедія:Нагороди